# St. Margarethen (Luková)

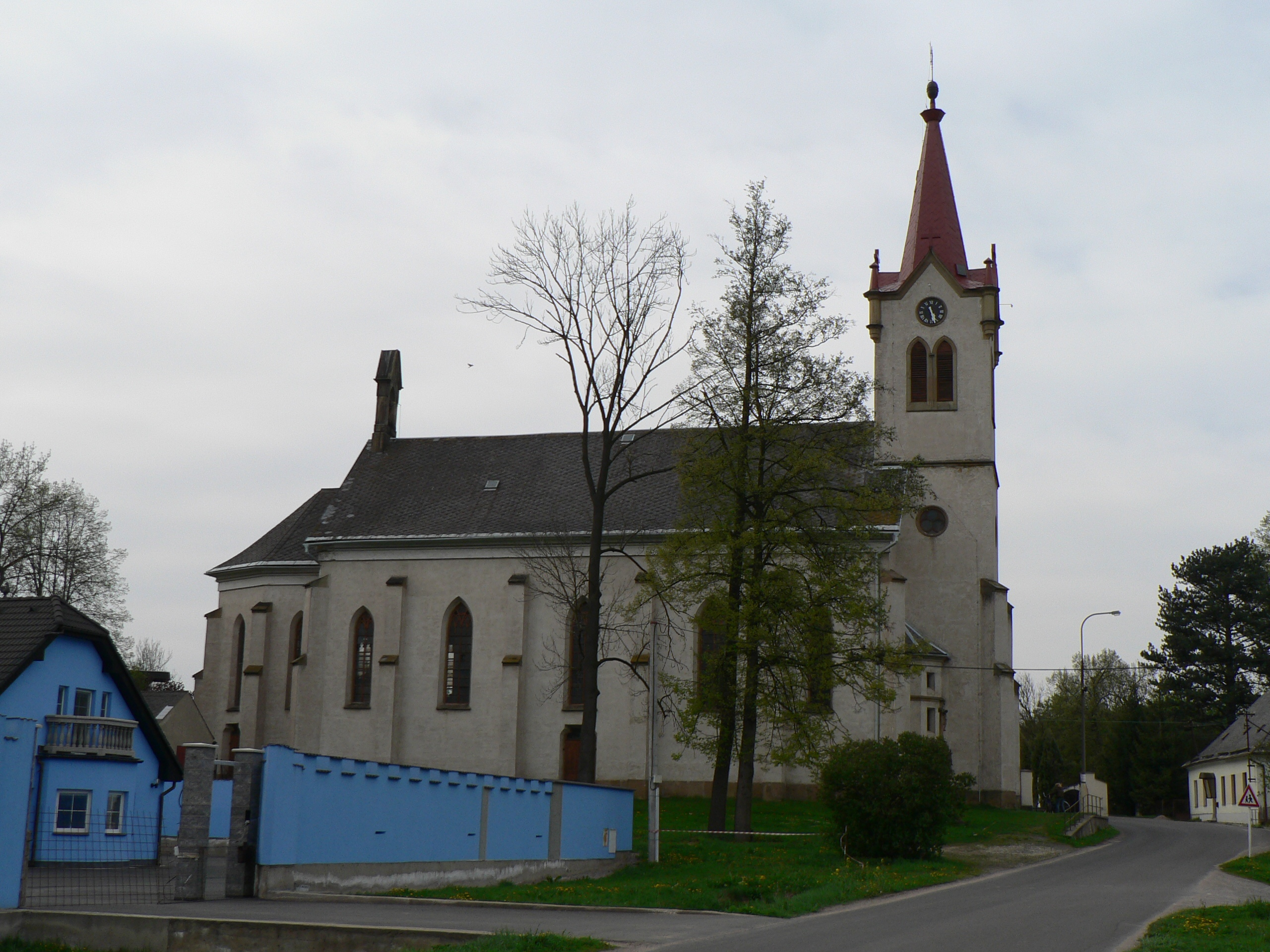
St. Margarethen in Luková

Die Kirche St. Margarethen in Luková wurde 1885 erbaut. Sie geht auf einen Vorgängerbau aus der Zeit der Besiedlung des Landskroner Kessels im Adlergebirgsvorland um 1250 zurück.

## Geschichte
Bereits bei der ersten Erwähnung von Luková (Lukau) im Jahr 1304 wurde der Ort als Pfarrort bezeichnet. Vermutlich bestand in jener Zeit bereits eine hölzerne Kirche. 1677 ist der Bau einer Holzkirche belegt, die mutmaßlich einen Vorgängerbau ersetzt oder erweitert hat. Die Wände der Holzkirche bestanden aus dicken, ungezimmerten Baumstämmen. Eine historische Abbildung zeigt die Holzkirche mit zwei unterschiedlich hohen, schindelgedeckten Kirchenschiffen. Es wird vermutet, dass das niedrigere Schiff auf die alte Holzkirche zurückgeht. 1682 erhielt die Kirche einen massiven Glockenturm, 1690 wurde ein Hochaltar angeschafft, dessen Mittelbild die hl. Margarethe zeigte. 
Nachdem 1866 das Patronat über die Kirche an die Gemeinde Lukau gekommen war, entschloss diese sich zu einem Kirchenneubau. Die alte Kirche wurde abgerissen und 1885 die heutige Kirche nach Plänen des Landskroner Baumeisters Seifert im Stil der Neogotik errichtet. Die neue Kirche wurde im rechten Winkel zur ehemaligen Holzkirche erbaut. Das Turmfundament der alten Kirche wurde belassen und weiterverwendet; der alte Turm befand sich in etwa auf Höhe des südlichen Seiteneingangs der heutigen Kirche. Ein Obelisk auf dem die Kirche umgebenden Friedhof markiert die Stelle des Altars der alten Kirche.
Der Hochaltar von 1690 kam auch wieder in der neuen Kirche zur Aufstellung. Die Orgel der Kirche wurde bei Firma Riga in Jägerndorf erbaut. Die Kirche wurde vor allem wegen ihrer Akustik gelobt und eine Besonderheit der Gottesdienste waren Kirchenlieder mit eigenen Weisen, z. B. das Weihnachtslied „Schlaf wohl du Himmelsknabe du“ oder das so genannte Jahresabschlusslied. Mehrere der Lukauer Kirchenlieder gehen auf den Landwirt Richard Thoma zurück, der seit 1928 Organist und Leiter des Kirchenchors war.